# Xylaria maraca
Xylaria maraca är en svampart som beskrevs av M.A. Whalley, Y.M. Ju, J.D. Rogers & Whalley 2000. Xylaria maraca ingår i släktet Xylaria och familjen kolkärnsvampar.   Inga underarter finns listade i Catalogue of Life.